# Compagnie de Montmorency
La compagnie de Montmorency est une compagnie créée en 1621 par le duc Henri II de Montmorency, vice-roi de la Nouvelle-France, après qu'il eut constaté que la  Compagnie de Rouen s'occupait peu de la colonie.
La nouvelle compagnie, ayant les privilèges et les obligations de la compagnie de Rouen, vit à sa tête Guillaume de Caen et son neveu Emery, tous deux calvinistes, qui envoyèrent un vaisseau à Québec au printemps de la même année, pour informer Samuel de Champlain de ce changement. Les membres de la compagnie de Rouen en furent piqués, et prirent des attitudes menaçantes. Les prétentions des deux nuisaient considérablement aux progrès du pays. Champlain désireux de remédier à ce déplorable état de choses, envoya en France le père Georges le Baillif, pour exposer au roi la situation précaire du pays. Le résultat de cette démarche fut la fusion des deux compagnies créant la compagnie de la Nouvelle-France. Champlain put alors prescrire des règlements, et maintenir ainsi dans l’ordre et le devoir ceux qui auraient été tentés de s’en écarter.